# Max Schlegel
Max Schlegel (* 22. Mai 1904 in Großgräfendorf; † nach 1953) war ein deutscher Politiker (LDP). Er war von 1946 bis 1950 Landtagsabgeordneter in Sachsen-Anhalt.

## Leben
Schlegel absolvierte nach seinem Abitur ein Maschinenbauingenieurstudium. Er besaß ein eigenes Unternehmen. Während des Zweiten Weltkriegs wurde er jedoch bei den Junkerswerken dienstverpflichtet. Nach dem Krieg arbeitete er wieder in seinem eigenen Unternehmen. Er engagierte sich in der LDP, für die er bei der Landtagswahl in Sachsen-Anhalt 1946 in den Landtag gewählt wurde. Im September 1950 wurde er aus seiner Partei ausgeschlossen, was zum Verlust seines Landtagsmandats führte. 1953 floh er in die Bundesrepublik, wo er sich in Weitersburg niederließ.